# 吉姆·漢密爾頓
吉姆·漢密爾頓（英語：Jim Hamilton；1982年11月17日—）是一位蘇格蘭橄欖球運動員。他是蘇格蘭國家橄欖球隊的一員，代表蘇格蘭參加了2015年橄欖球六國賽。